# كاي سميتس
كاي سميتس هو لاعب كرة يد هولندي يلعب في نادي ماغديبورغ ومنتخب هولندا.